# Barón Rojo (canción)
«Barón Rojo» es una canción y sencillo del grupo musical de Argentina Ciro y los Persas, incluida originalmente en su segundo álbum de estudio titulado 27 del año 2012. Lanzada como sencillo el 20 de agosto de 2014.

## Video musical
El video musical de la canción cuenta con una producción sin precedentes a nivel nacional, tanto en la producción y puesta de escena de la canción. Además de la actuación de Enrique Piñeyro, el video contó con la participación, de la actriz Lucila Brea (Sofacama y El canario). En el video musical todos aparecen vestidos de época, inclusive Los Persas, el grupo que acompaña a Andrés Ciro Martínez, que actúa en un pequeño escenario dentro de un casino de oficiales.
El cineasta explicó que usaron “dos biplanos biplazas, que eran los que usaban para entrenamiento desde el año 1940 y esas escenas las filmamos en una base en la ciudad bonaerense de Balcarce”.
Tanto Ciro como Piñeyro debieron subirse a los biplanos, que fueron comandados por dos pilotos amigos del cineasta, que “consiguieron los aviones, nos asistieron en todo y muchas de las escenas aéreas las filmaron ellos”, comento Piñeyro.

## Letra
La canción cuenta la historia de un mozo, que por las noches sueña con la figura del piloto alemán Manfred von Richthofen, quien durante la Primera Guerra Mundial fue uno de los ases de la aviación.